# Henry Petrie
Henry Petrie (1768–1842) est un antiquaire et un fonctionnaire anglais.

## Jeunesse
Petrie est le fils d'un maître d'école à Stockwell, Surrey. Par l'intermédiaire de Thomas Frognall Dibdin, un élève de l'école, il est présenté à George Spencer, 2e comte Spencer, qui encourage ses premiers travaux sur les bâtiments historiques. Petrie devient un ami proche de Dibdin et l'aide dans son travail bibliographique .

## Archiviste
À la mort de Samuel Lysons en 1819, Petrie est nommé gardien des archives de la Tour de Londres. Il a déjà relancé une vieille idée de John Pinkerton pour une importante collection de matériel historique. Une discussion avec le comte Spencer conduit à la conclusion que le soutien du gouvernement serait nécessaire, et Petrie est invité à élaborer un plan. Il est présenté à la Commission des archives en 1821 et est approuvé par le gouvernement et le parlement.
Les travaux commencent en 1823, avec Petrie comme rédacteur en chef, assisté de John Sharpe (1769-1859), son beau-frère. La partie galloise est donnée à John Humphreys Parry (tué dans la rue en 1825) et Aneurin Owen, et est publiée en 1841. La partie principale confiée à Petrie se déroule régulièrement jusqu'en 1832, date à laquelle elle est interrompue par sa maladie.
En 1835, lorsque le texte du premier volume est achevé, les travaux sont suspendus par les commissaires aux archives. Francis Palgrave a critiqué la démarche, qui suivait celle de Martin Bouquet, et divisé les textes en extraits rangés chronologiquement.
Petrie est mort célibataire à Stockwell, le 17 mars 1842.

## Travaux
Un volume du projet est achevé et publié en 1848 par Thomas Duffus Hardy (en), qui a été formé par Petrie, sous le nom de Monumenta Historica Britannica, sous-titré ou Materials for the History of Great Britain from the Earliest Period to the Norman Conquest. Petrie édite également Magni Rotuli Scaccarii Normanniæ, 1830 ; et sa traduction de la première partie de la Chronique anglo-saxonne est réimprimée à partir des Monumenta dans les Historiens de l'Église d'Angleterre, 1854, vol. ii. pt. i.